# Клейман Ісаак Бенціонович
Ісаа́к Бенціо́нович Кле́йман (11 січня 1921 — 13 лютого 2012) — український і радянський археолог-античник.

## Біографія
Навчався у Ленінградському артилерійському училищі (1939—1941). Учасник нацистсько-радянської війни. Керував взводом мінометників на Карельському перешийку; нагороджений орденом Вітчизняної війни I ступеня, орденом Червоної Зірки, медаллю «За оборону Ленінграда». Після демобілізації закінчив історичний факультет Одеського університету (1952).
Сфера інтересів — антична археологія, перш за все по західній частині Північного Причорномор'я, стародавнє місто Тіра в гирлі Дністра. Опублікував близько 100 наукових праць.
З 1963 до 1988 рік — керівник та заступник керівника археологічної експедиції, яка проводила розкопки древньої Тири і середньовічного Білгорода. Також брав участь в інших археологічних експедиціях в Північно-Західному Причорномор'ї.
Працював в Одеському археологічному музеї Національної академії наук України, протягом декількох років завідував відділом класичної археології музею.

## Книжки
- Стародавнє місто Тіра (історико-археологічний нарис, у співавторстві з П. Й. Каришковським). — Київ: Наукова думка, 1985.

## Основні роботи
- Клейман И. Б. Античные города Северного Причерноморья // Одесский археологический музей. Путеводитель. — Одесса: Маяк, 1970, — С. 20—30. (рос.)
- Крижицький С. Д., Клейман И. Б. Житловий будинок і укріплення Тіри перших століть нашої ери // Археология. — 1978, — Вып. 25. — С. 83—95.